# 푸에블로 누에보역
푸에블로 누에보 역(스페인어: Pueblo Nuevo)은 마드리드 지하철의 역이다.  5호선과 7호선이 지나는 환승역으로, 마드리드 시우다드리네알 구 알칼라 거리와 로스 에르마노스 데 파블로 거리가 만나는 교차로 지하에 위치해 있다. 요금구역상으로는 A구역에 속한다.

## 역사
1964년 5월 28일 2호선의 일부로 처음 문을 열었다. 하지만 이후 1970년 3월 2일 벤타스 역-시우다드 리네알 역까지 구간이 5호선에 편입되면서, 푸에블로 누에보 역도 5호선 역이 되었다.
그로부터 4년 뒤 1974년 7월 17일 7호선의 첫번째 구간 (라스 무사스 - 푸에블로 누에보)이 개통되었다. 7호선 승강장은 5호선 승강장보다 더 깊이 자리하였다. 개통 직후에는 7호선의 시종착역 역할을 하였으나 1년 뒤인 1975년 3월 17일에 푸에블로 누에보에서 아베니다 데 아메리카까지 연장되면서 일반역이 되었다.

## 환승 정보

역 주변 환승정보

역 주변에 시내버스 정류장이 두 곳 있다.
버스
- 시내버스
  - 38, 109, 113번 노선 (주간)
  - N5번 노선 (야간)

지하철
| 마드리드 지하철                      | 마드리드 지하철       | 마드리드 지하철                    |
| ------------------------------------ | --------------------- | ---------------------------------- |
| 시우다드 리네알 오스피탈 델 에나레스 | 마드리드 지하철 5호선 | 킨타나 피티스                      |
| 아스카오 알라메다 데 오수나          | 마드리드 지하철 7호선 | 바리오 데 라 콘셉시온 카사 데 캄포 |